# Short track al XVI Festival olimpico invernale della gioventù europea
Le gare di short track al XVI Festival olimpico invernale della gioventù europea si sono svolte dal 22 al 24 gennaio 2023 al Palaghiaccio Claudio Vuerich di Pontebba, in Italia.
Sono state disputate tre gare maschili, tre gare femminili e una gara mista, per un totale di 7 gare., alle quali hanno preso parte esclusivamente atleti ed atlete nati dal 1º luglio 2006 al 30 giugno 2008.

## Programma
| Data       | Ora (UTC+1)   | Evento                             |
| ---------- | ------------- | ---------------------------------- |
| 21 gennaio | 09:00 - 13:00 | Allenamento                        |
| 22 gennaio | 10:30 - 11:20 | Warm up                            |
| 22 gennaio | 11:35 - 16:30 | 1500m maschili e femminili         |
| 22 gennaio | 11:35 - 16:30 | Batterie staffetta mista (2000m)   |
| 23 gennaio | 09:00 - 09:50 | Warm up                            |
| 23 gennaio | 10:05 - 14:30 | 500m maschili e femminili          |
| 23 gennaio | 10:05 - 14:30 | Semifinali staffetta mista (2000m) |
| 24 gennaio | 09:00 - 09:50 | Warm up                            |
| 24 gennaio | 10:05 - 14:30 | 1000m maschili e femminili         |
| 24 gennaio | 10:05 - 14:30 | Finali staffetta mista (2000m)     |

## Podi

### Ragazzi
| Evento           | Oro                    | Tempo    | Argento                | Tempo    | Bronzo             | Tempo    |
| 1500m (dettagli) | Dominik Major          | 2:22.573 | Miika Johan Klevstuen  | 2:24.250 | Dominik Palenceusz | 2:29.518 |
| 500m (dettagli)  | Linards Reinis Laizans | 43.734   | Luka Jasic             | 43.805   | Dominik Palenceusz | 43.909   |
| 1000m (dettagli) | Dominik Major          | 1:31.266 | Linards Reinis Laizans | 1:31.148 | Franck Temak       | 1:31.266 |

### Ragazze
| Evento           | Oro           | Tempo    | Argento          | Tempo    | Bronzo           | Tempo    |
| 1500m (dettagli) | Hanna Mazur   | 2:36.380 | Kornelia Woźniak | 2:36.504 | Dora Szigeti     | 2:36.974 |
| 500m (dettagli)  | Luca Haltrich | 45.415   | Dora Szigeti     | 45.518   | Hanna Mazur      | 46.299   |
| 1000m (dettagli) | Dora Szigeti  | 1:39.725 | Hanna Mazur      | 1:39.954 | Kornelia Woźniak | 1:40.051 |

### Misto
| Evento                     | Oro                                                            | Tempo    | Argento                                                                 | Tempo    | Bronzo                                                               | Tempo    |
| Staffetta 2000m (dettagli) | Ungheria Dora Szigeti Dominik Major Zalan Jancso Luca Haltrich | 2:52.703 | Polonia Krzysztof Madry Hanna Mazur Dominik Palenceusz Kornelia Wozniak | 2:55:326 | Paesi Bassi Pom Straathof Sophie Nijboer Nick Endeveld Jonas De Jong | 2:59.933 |

## Medagliere
| Posiz. | Nazione     | Oro | Argento | Bronzo | Totale |
| ------ | ----------- | --- | ------- | ------ | ------ |
| 1      | Ungheria    | 5   | 1       | 1      | 7      |
| 2      | Polonia     | 1   | 3       | 4      | 8      |
| 3      | Lettonia    | 1   | 1       | 0      | 2      |
| 4      | Serbia      | 0   | 1       | 0      | 1      |
| 4      | Norvegia    | 0   | 1       | 0      | 1      |
| 4      | Francia     | 0   | 1       | 0      | 1      |
| 4      | Paesi Bassi | 0   | 1       | 0      | 1      |
| Totale | Totale      | 7   | 7       | 7      | 21     |